# Zinsstaffel
Die Zinsstaffel kommt bei der Berechnung der Zinsen für Konten mit laufenden Gutschriften und Belastungen und Zinssatzwechseln zur Anwendung. Bankkonten wie Kontokorrent, Girokonto, Tagesgeld, Sparbuch usw., aber beispielsweise auch Finanzkonten, Mietkonten werden so abgerechnet. Auf manchen Konten, z. B. Kontokorrentkrediten bei der Bank, besteht die Möglichkeit, dass der Saldo vom Soll ins Haben und umgekehrt wechselt, das heißt, dass der Kontoinhaber je nach Kontostand Schuldner oder Gläubiger der Bank ist. Meistens kommen für Soll- und Haben unterschiedliche Zinssätze zum Einsatz. Beim Kontokorrentkredit etwa sind die Zinsen für den Kredit höher als für Guthaben.

## Berechnung der Zinsen
Bei der Zinsstaffel werden die Zinsen immer bis zu einer Änderung des Kontostandes (Ein- oder Auszahlung) oder einer Änderung des Zinssatzes berechnet und bis zur nächsten Kapitalisierung kumuliert (gestaffelt). Zum Kapitalisierungszeitpunkt werden die kumulierten Zinsen dann zum Kapital hinzugerechnet (kapitalisiert).
Tageberechnung: Die Berechnung der Tage hängt von der Vereinbarung ab. Zwei Methoden sind üblich: Bei der kalendermäßigen Methode werden die Tage genau nach dem Kalender berechnet. Bei der kaufmännischen Methode hingegen werden die Monate generell mit 30, die Jahre mit 360 Tagen gerechnet. Generell wird der erste Tag nicht gezählt, der letzte hingegen schon.
Kapitalisierung: Auch der Zeitpunkt, an dem die angefallenen Zinsen zum Kapital dazugezählt werden (Kapitalisierung), ist unterschiedlich. Beim Sparbuch werden die Zinsen in der Regel jährlich zum Kapital dazugeschlagen, bei Kontokorrentkrediten trimestral, also alle drei Monate. Auch andere Kapitalisierungstermine sind möglich.
Berechnung der Zinsen: Für die Berechnung der Zinsen für einen bestimmten Zeitraum ist die Anzahl der Tage, bezogen auf die Jahrestage, in der Zinsformel zu berücksichtigen. Je nach Berechnungsmethode sind die Jahrestage 360 oder 365 bzw. 366 bei einem Schaltjahr.
{\displaystyle Z={\frac {k\cdot p}{100}}\cdot {\frac {T}{365}}},
worin {\displaystyle Z} für Zinsen, {\displaystyle k} für Kapital, {\displaystyle p} für Zinsfuß und {\displaystyle T} für kalendermäßige Anzahl der Tage pro Jahr steht.
Beispiel:
Zeitraum: 02.05.2007 bis 20.06.2007
Zinssatz: 5 %, das heißt {\displaystyle p=5},
Kapital: 1000
Tageberechnung: Kalendermäßig
Tage pro Jahr: Kalendermäßig
{\displaystyle Z={\frac {1000\cdot 5\cdot 49}{100\cdot 365}}=6{,}71}

## Beispiel einer Zinsstaffel
Zur Abrechnung der Zinsen eines Kontos mit laufenden Ein- und Auszahlungen werden die Bewegungen nach folgendem Schema aufgezeichnet:
|            |              | Bewegungen | Bewegungen | Saldo | Saldo |
| Datum      | Beschreibung | Soll       | Haben      | Soll  | Haben |
| ---------- | ------------ | ---------- | ---------- | ----- | ----- |
| 01.01.2007 | Übertrag     |            | 2000       |       | 2000  |
| 20.01.2007 | Einzahlung   |            | 150        |       | 2150  |
| 25.01.2007 | Abhebung     | 2700       |            | 550   |       |
| 28.01.2007 | Einzahlung   |            | 450        | 100   |       |
| 31.03.2007 | Abschluss    |            |            |       |       |

Hinweis: Die Bezeichnungen Soll und Haben werden üblicherweise aus der Sicht der Bank gewählt, sodass Soll aus der Sicht des Kontoinhabers einen Kredit oder Minus und Haben ein Guthaben oder Plus bedeutet. Wenn das Konto privat oder betrieblich geführt wird, werden die Bezeichnungen umgekehrt, was aus buchhalterischer Sicht korrekt ist.
Zur Abrechnung wird die Tabelle durch die Spalten Tage und Zinszahlen ergänzt. Wichtig ist auch zu beachten, dass üblicherweise für das Ausleihen von Geld (Kredit) ein höherer Zinssatz verlangt wird, als für das zur Verfügung stellen von Geld (Debit) gezahlt wird. Als Begründung nennen die Banken das Ausfallrisiko und Verwaltungskosten.
Die Zinszahlen: Zur Vereinfachung der Abrechnung wird ein Teil der obigen Formel extrahiert.
Aus der Zinsformel:
{\displaystyle {\frac {K\cdot p\cdot T}{100\cdot 365}}}
wird die Zinszahlenformel
{\displaystyle {\frac {K\cdot T}{100}}}
extrahiert. Am Ende werden die Zinszahlen zusammengezählt und mit dem verbleibenden Teil der Formel
{\displaystyle {\frac {p}{365}}}
multipliziert. Damit sind die Zinsen berechnet.
Während für die händische Staffelung der Zinsen, wie sie vor der Zeit der Taschenrechner und Computer üblich war, die Arbeitserleichterung durch die Zinszahlen enorm war, spielt sie heute keine Rolle mehr.
Berechnung: der Sollzinssatz betrage 2 %, der Habenzinssatz 5 %
|            |              | Bewegungen | Bewegungen | Saldo | Saldo |      | Zinszahlen | Zinszahlen |
| Datum      | Beschreibung | Soll       | Haben      | Soll  | Haben | Tage | Soll       | Haben      |
| ---------- | ------------ | ---------- | ---------- | ----- | ----- | ---- | ---------- | ---------- |
| 01.01.2007 | Übertrag     |            | 2000       |       | 2000  | 19   |            | 380        |
| 20.01.2007 | Einzahlung   |            | 150        |       | 2150  | 5    |            | 107        |
| 25.01.2007 | Abhebung     | 2700       |            | 550   |       | 3    | 16         |            |
| 28.01.2007 | Einzahlung   |            | 450        | 100   |       | 62   | 62         |            |
| 31.03.2007 | Abschluss    |            |            |       |       | Tage | 78         | 487        |

Die Zinszahlen mit {\displaystyle {\frac {p}{365}}} multipliziert, ergibt:
{\displaystyle {\text{Sollzinsen}}=78\cdot {\frac {2}{365}}\approx 0{,}43}
{\displaystyle {\text{Habenzinsen}}=487\cdot {\frac {5}{365}}\approx 6{,}67}
{\displaystyle {\text{Differenz}}=6{,}67-0{,}43=6{,}24}
Also: Zum 31. März 2007 fallen Habenzinsen von 6,24 an. Bei vierteljährlichem Kontoabschluss würden diese Zinsen als Habenbewegung gebucht und zum Kapital dazugeschlagen.